# 埃爾默鎮區 (密歇根州奧斯科達縣)
埃爾默鎮區（英語：Elmer Township）是位於美國密歇根州奧斯科達縣的一個行政鎮區。

## 地方資料
埃爾默鎮區的面積為184.85平方千米，當中陸地面積為183.76平方千米，而水域面積為1.09平方千米。根據2020年美國人口普查的數據，當地共有人口1150人，而人口密度為每平方千米6.22人。